# Lochy (rzeka w Szkocji)
Lochy (ang. River Lochy, gael. Abhainn Lòchaidh) – rzeka w Szkocji w hrabstwie Highland. Wypływa z jeziora Loch Lochy i płynie na południowy zachód, uchodząc do jeziora Loch Linnhe w pobliżu Fort William. Ma około 15 km długości. Jest bogata w łososia.
Na niemal całej długości wzdłuż rzeki biegnie Kanał Kaledoński.